# Llista de bisbes de Segòvia
El bisbe de Segòvia és un membre de l'ordre episcopal catòlic d'Espanya, cap de la diòcesi de Segòvia.
El seu primer bisbe va ser un prelat de nom desconegut dependent del bisbe de Palència, i no pas Hieroteu, personatge llegendari creat per Jerónimo Román de la Higuera a la falsa Crònica de Luci Flavi Dextre. La data més fiable és l'any 527, segons Enrique Flórez, quan el bisbe Montà de Toledo va assignar a una sacerdot una sèrie de parròquies per a la seva sustentació de forma vitalícia, per evitar que això signifiqués el desmembrament de la diòcesi de Palència. El 589 és innegable que Segòvia tenia un bisbe assignat, Pere, així doncs es va donar continuïtat al càrrec sense més dependència de la seu palentina. La línia episcopal es trenca amb la invasió musulmana de la península, a partir del 693 es desconeix que succeeix amb el darrer bisbe del regne visigot, Decenci, i vers el 714 la ciutat havia estat ja conquerida, que només es va mantenir en mans musulmanes fins a l'any 750, però no hi torna a constar bisbe fins vers l'any 940, amb Ildered, si bé Juan Eloy Díaz-Jiménez situa com a primer bisbe de la restauració a Fronimi, que apareix en el testament de Cixila de Toledo.
El llistat de bisbes és el següent:
| Titular                                      | Període     | Nota                    |
| -------------------------------------------- | ----------- | ----------------------- |
| Pere                                         | ca. 589-596 |                         |
| Minicià                                      | ca. 596-610 |                         |
| Anseric                                      | ca. 630-657 |                         |
| Sinduït                                      | ca. 675     |                         |
| Deodat                                       | ca. 676-690 |                         |
| Decenci                                      | ca. 690-714 |                         |
| Ocupació musulmana de Segòvia                |             |                         |
| Fronimi                                      | ca. 927     |                         |
| Ildered                                      | ca. 940-960 |                         |
| Munio                                        | ca. 1071    |                         |
| Pedro de Agén                                | 1112-1149   |                         |
| Juan de Castellmorum                         | 1149-1151   |                         |
| Vicente                                      | 1154-1156   |                         |
| Guillermo                                    | 1158-1170   |                         |
| Gonzalo I                                    | 1176-1192   |                         |
| Gutierre Rodríguez Girón                     | 1195        |                         |
| Gonzalo Miguel                               | 1196-1211   |                         |
| Gerardo                                      | 1214-1224   |                         |
| Bernardo                                     | 1224-1248   |                         |
| Rodrigo                                      | 1249        |                         |
| Raimundo Losaza                              | 1249-1259   |                         |
| Martín                                       | 1260-1265   |                         |
| Fernando Velázquez                           | 1265-1277   |                         |
| Rodrigo de Tello                             | 1279-1288   |                         |
| Blas Pérez y Velázquez                       | 1289-1300   |                         |
| Fernando Sarracín                            | 1301-1318   |                         |
| Benito Pérez                                 | 1319        |                         |
| Amado                                        | 1320-1321   |                         |
| Pedro de Cuéllar                             | 1324-1350   |                         |
| Blasco de Portugal                           | 1351-1353   |                         |
| Pedro Gómez Barroso y Gudiel                 | 1353-1354   |                         |
| Gonzalo III                                  | 1354-1358   |                         |
| Juan Lucero                                  | 1361-1362   |                         |
| Martín de Cande                              | 1364-1368   |                         |
| Juan Martínez de la Sierra                   | 1370-1374   |                         |
| Gonzalo de Aguilar                           | 1374        |                         |
| Hugo de Lamanhania                           | 1374-1388   |                         |
| Juan de Serrano                              | 1388-1389   |                         |
| Gonzalo González de Bustamante               | 1389-1392   |                         |
| Alonso de Frías                              | 1392-1394   |                         |
| Alonso Correa                                | 1394-1397   |                         |
| Juan Vázquez de Cepeda                       | 1398-1437   |                         |
| Lope de Barrientos                           | 1438-1441   |                         |
| Juan de Cervantes                            | 1441-1453   | Administrador apostòlic |
| Luis Ossorio                                 | 1453-1456   |                         |
| Juan Luis Millán                             | 1456        |                         |
| Fernán López de Villaescusa                  | 1456-1460   |                         |
| Juan Arias de Ávila                          | 1461-1497   |                         |
| Juan Arias de Villar                         | 1498-1501   |                         |
| Juan Ruiz de Medina                          | 1502-1507   |                         |
| Fadrique de Portugal                         | 1508-1511   | Renuncia                |
| Diego Ribera de Toledo                       | 1511-1543   |                         |
| Antonio Ramírez de Haro                      | 1543-1549   |                         |
| Gaspar de Zúñiga y Avellaneda                | 1550-1558   |                         |
| Francisco de Santa María Benavides y Velasco | 1558-1560   |                         |
| Martín Pérez de Ayala                        | 1560-1564   |                         |
| Diego de Covarrubias y Leyva                 | 1564-1577   |                         |
| Gregorio Gallo de Andrade                    | 1577-1579   |                         |
| Luis Tello Maldonado                         | 1580-1581   |                         |
| Andrés de Cabrera y Bobadilla                | 1582-1586   |                         |
| Francisco de Ribera y Obando                 | 1586-1587   |                         |
| Andrés Pacheco                               | 1587-1601   |                         |
| Maximilià d'Àustria                          | 1601-1603   |                         |
| Pedro de Castro y Nero                       | 1603-1611   |                         |
| Antonio Idiáquez Manrique                    | 1613-1615   |                         |
| Juan Vigil de Quiñones y Labiada             | 1616-1617   |                         |
| Alfonso Márquez de Prado                     | 1618-1621   |                         |
| Íñigo Brizuela y Artiaga                     | 1622-1624   | Renuncia                |
| Melchor Moscoso y Sandoval                   | 1624-1626   | Renuncia                |
| Mendo de Benavides                           | 1633-1640   |                         |
| Pedro Tapia                                  | 1641-1645   |                         |
| Pedro Neila                                  | 1645-1647   |                         |
| Francisco Araújo                             | 1648-1656   | Renuncia                |
| Juan del Pozo Horta                          | 1656-1660   |                         |
| Francisco de Zarate y Terán                  | 1661-1664   |                         |
| Diego Escolano y Ledesma                     | 1664-1668   |                         |
| Jerónimo Mascareñas                          | 1668-1671   |                         |
| Matías de Moratinos y Santos                 | 1672-1682   |                         |
| Francisco Antonio Caballero                  | 1683-1684   |                         |
| Andrés de Angulo                             | 1685-1687   |                         |
| Fernando Guzmán y Portocarrero               | 1688-1694   |                         |
| Bartolomé de Ocampo y Mata                   | 1694-1699   |                         |
| Baltasar de Mendoza y Sandoval               | 1699-1727   |                         |
| Domingo Valentín Guerra Arteaga y Leiva      | 1728-1742   |                         |
| Diego García de Medrano                      | 1742-1752   |                         |
| Manuel Antonio de Murillo y Argáiz           | 1752-1765   |                         |
| Juan José Martínez Escalzo                   | 1765-1773   |                         |
| Alonso Marcos de Llanes Argüelles            | 1774-1783   |                         |
| Juan Francisco Jiménez del Río               | 1785-1795   |                         |
| Felipe Scío de San Miguel                    | 1795-1796   |                         |
| José Antonio Sáenz de Santamaría             | 1797-1813   |                         |
| Isidoro Pérez de Celis                       | 1814-1827   |                         |
| Isidoro Bonifacio López y Pulido             | 1827        |                         |
| Juan Nepomuceno de Lera y Cano               | 1828-1831   |                         |
| Joaquín Briz                                 | 1832-1837   |                         |
| Francisco de la Puente                       | 1848-1854   |                         |
| Rodrigo Moreno Echevarría y Briones          | 1857-1875   |                         |
| Antonio García y Fernández                   | 1876-1890   |                         |
| José Proceso Pozuelo y Herrero               | 1890-1898   |                         |
| José Ramón Quesada y Gascón                  | 1898-1900   |                         |
| José Cadena y Eleta                          | 1901-1904   |                         |
| Julián Miranda y Ristuer                     | 1904-1913   |                         |
| Remigio Gandásegui y Gorrochátegui           | 1914-1920   |                         |
| Manuel de Castro y Alonso                    | 1920-1928   |                         |
| Luciano Pérez Platero                        | 1929-1944   |                         |
| Daniel Llorente y Federico                   | 1944-1969   | Jubilat                 |
| Antonio Palenzuela Velázquez                 | 1969-1995   | Jubilat                 |
| Luis Gutiérrez Martín                        | 1995-2007   | Jubilat                 |
| Ángel Rubio Castro                           | 2007-2014   | Jubilat                 |
| César Augusto Franco Martínez                | 2014-Act.   |                         |